# جوليا روبرتس (راقصة)
جوليا روبرتس (بالإنجليزية: Julia Roberts)‏ هي راقصة بريطانية، ولدت في 10 يونيو 1956.